# كاظمة (ناقلة نفط)
كاظمة (بالإنجليزية: Kazimah)‏؛ هي أوّل ناقلة نفط كويتية، تم الانتهاء من بناءها في 15 ديسمبر 1958 في اليابان بطلب من شركة ناقلات النفط الكويتية. وكانت الناقلة بطول 733 قدمًا وعشر بوصات وتتسع لنقل حمولة بحجم 46 ألف طن متري، بينما بلغت سرعتها 17 عقدة في الساعة، وعدد بحارتها 68 بحارًا، وقد وصلت الكويت في 4 مايو 1959 لترسو بجانب الرصيف الشمالي لميناء الأحمدي، حيث أقيم احتفال كبير حضره أمير الكويت آنذاك الشيخ عبد الله السالم الصباح. وغادرت الناقلة في أول شحنة لها إلى روتردام عن طريق قناة السويس، لتصبح أول ناقلة يرفرف عليها العلم الكويتي تجوب البحار والمحيطات، وقد خرجت من الخدمة في العام 1979، حيث تم تفكيكها في مدينة كاوهسيونغ في تايوان.